# Парадигматика
Парадигматика — розділ мовознавства, протилежний синтагматиці, який вивчає парадигматичні відношення.
Парадигма — система морфологічних одиниць, що входять до одного морфологічного категоріального ряду (наприклад, парадигма відмінювання: парта, парти, парті). Тобто, парадигма — це набір усіх граматичних форм однієї лексеми. Відношення елементів парадигматичних рядів становлять парадигматичні відношення, в якому представлені різні форми того самого категорійного ряду. Пізніше цей термін почали використовувати щодо словникових і синтаксичних рядів, звукових і словотвірних.